# 時田光
時田 光（ときた ひかる、1976年9月16日 - ）は、日本の女性声優、舞台女優。
福島県相馬市出身。オフィス ワタナベ所属。

## 略歴
高校時代の放送劇部で面白さを実感して声優を目指した。一度オーディションを受けて家族に凄い怒られ、親の心配が分かったため、大学の電子工学科に進学。
1998年、井上和彦の声優教室3期生。2001年から2009年8月まで元氣プロジェクト所属。同年9月よりオフィス ワタナベ所属。

## 人物
趣味はバイク、アーチェリー、走ること。特技はパソコン、力仕事、男子トイレも女子トイレも入れること。
事務所の自己PRでは中性的なキャラクターとその演技をアピールしている。

## 出演
太字はメインキャラクター。

### テレビアニメ
2000年
- だぁ!だぁ!だぁ!（2000年 - 2002年、黒須三太）

2001年
- 格闘料理伝説ビストロレシピ（アッシュ）
- キャプテン翼（3作目）（2001年 - 2002年、島田、新田瞬）
- SAMURAI GIRL リアルバウトハイスクール（来宮アキラ）
- 星のカービィ（2001年 - 2003年、ソードナイト）

2002年
- ギャラクシーエンジェル（2002年 - 2003年、ロベルト、男の子） - 2シリーズ
- ドラゴンドライブ（コマキ）
- 爆転シュート ベイブレードシリーズ（2002年 - 2003年、フォクシー、ジョニー） - 2シリーズ
- 花田少年史（村上猛〈子供時代〉）
- ぴたテン（中田ともゆき、生徒、男子生徒）

2004年
- DAN DOH!!（石神二郎）
- 天上天下（10歳の棗慎）
- ななみちゃん（キャプテン）
- なるたる（水嶋貴也）
- B-伝説! バトルビーダマン（コーネル）
- 妄想代理人
- MONSTER（2004年 - 2005年、カール〈子供〉、男の子たち）

2005年
- シュガシュガルーン（イアン）
- とっとこハム太郎 はむはむぱらだいちゅ!（そらハムくん）
- はっぴぃセブン 〜ざ・テレビまんが〜（男子生徒）
- まほらば（友人A）
- ラムネ（友坂健次〈子供時代〉）

2006年
- ゼロの使い魔（2006年 - 2012年、マリコルヌ・ド・グランドプレ） - 3シリーズ
- Soul Link（シン）

2007年
- ぽてまよ（桐原無道）

2009年
- こんにちは アン 〜Before Green Gables（ニーナ）
- WHITE ALBUM（少年B）

### ゲーム
- あやかしびと（八咫鴉）
- キラ☆キラ 〜Rock'n'RollShow〜（斎木）

### ドラマCD
- 月と炎の戦記（菊名隆生〈幼少時〉）
- 親友 〜Dear Friends〜 シリーズ（榊志信）

### 吹き替え
- アンデルセン・ストーリーズ「雪の女王」（カイ）

### 舞台
- CALLING（市村鉄之助）
- 第1回茶風林プロデュース公演「ベンケイ☆パンチ」（2004年12月10日‐12日、銀座小劇場）
- 伝承歌劇団ロックミュージカル『蒼き王と紅の王-Legend of Re:vitalize-』（2007年8月）
- Sleeve RefRain〜スリーヴ・リフレイン〜（2008年3月）
- 伝承歌劇団ロックミュージカル『終わりの刻、はじまりの歌-光のレオと闇のシグマ-』（2008年8月）
- 天使は瞳を閉じて（おしばい軍団もずくぁんず、2009年2月）
- 進戯団夢命クラシックス#10 project傀儡「ku-gu-tu/カイライ」（新宿シアターモリエール、2010年12月22日 - 26日、雷龍）